# Улица Знаменские Садки
Зна́менские Садки́ — улица на юге Москвы в районе Северное Бутово Юго-Западного административного округа между бульваром Дмитрия Донского и Куликовской улицей.

## Происхождение названия
Названа по расположению недалеко от подмосковной усадьбы князей Трубецких Знаменское-Садки, которая расположена к западу на территории Битцевского парка.

## Описание
Начинается от бульвара Дмитрия Донского как продолжение Старокачаловской улицы, проходит на северо-запад параллельно Ратной улице, между которыми находится Бутовский парк с Малым и Верхним Качаловскими прудами. Выходит на Куликовскую улицу и далее на транзитную улицу Поляны в Южное Бутово.